# 国家冬季两项中心
国家冬季两项中心（National Biathlon Centre）又稱冬季两项滑雪中心、国家冬季两项滑雪中心，是位于中華人民共和國河北省张家口市崇礼区太子城东北侧山谷的一個雪上竞赛场馆，境內有靶场、赛道与起终点区、场馆技术楼等設施。赛道共分为11个赛道段、总长度12.3公里。永久性看台和临时性看台共有3000多个位置。
2022年2月2日，国家冬季两项滑雪中心正式对外开放。2022年北京冬奥会和2022年冬季残疾人奥林匹克运动会的冬季两项比赛在此舉辦。2月5日舉辦首場比賽。